# NGC 5699
NGC 5699 (другие обозначения — NGC 5706, MCG 5-35-2, ZWG 164.4, PGC 52334) — эллиптическая галактика (E) в созвездии Волопас.
Этот объект занесён в новый общий каталог несколько раз, с обозначениями NGC 5699, NGC 5706.
Галактика входит в число перечисленных в оригинальной редакции «Нового общего каталога».